# Dermis

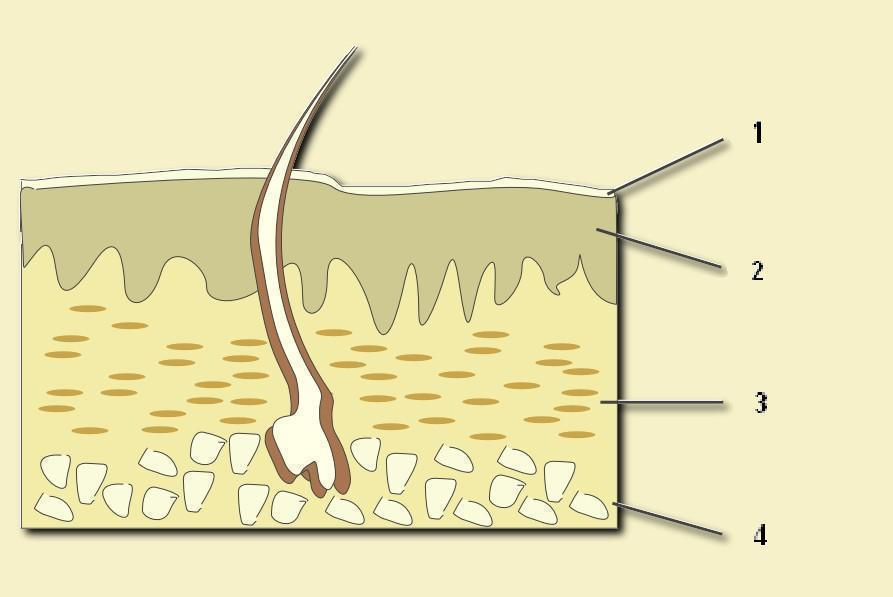
Dwarsdoorsnede van de huid, 3 = dermis

De dermis, het corium of de lederhuid is een laag bindweefsel die onder het epitheel van de huid ligt. De onderste lagen van de dermis zijn rijk aan vooral collagene vezels. Deze vezels lopen grotendeels parallel aan het huid-oppervlak en leveren zo een belangrijke bijdrage aan de mechanische sterkte van de huid.

Aan het collageen dankt de lederhuid ook zijn naam. Bij looiing van een huid verdwijnt het epitheel en verdicht het collageen zich tot datgene dat wij "leer" of "leder" noemen.

Direct onder de epidermis is de dermis minder rijk aan vezels. Hier vinden we een groot aantal verschillende typen bindweefselcellen, zoals fibroblasten en mestcellen. Ook lymfocyten en andere witte bloedcellen kunnen in de buitenste lagen van de dermis doordringen. In dit meer celrijke bindweefsel spelen zich allerlei afweerprocessen van de huid af.
Het bereiken van de dermis in automutilatie context staat ook wel bekend als styro.

## Aandoeningen
Bij snelle groei van het lichaam, zoals bij zwangerschap of bij bodybuilders, kunnen scheuren in de dermis ontstaan, zwangerschapsstrepen of striae.